# 哈维·查特斯
哈维·查特斯（英語：Harvey Charters，1912年5月8日—1995年7月17日），加拿大男子皮划艇运动员。他曾代表加拿大参加1936年夏季奥林匹克运动会皮划艇比赛，获得一枚银牌和一枚铜牌。